# René Grousset
René Grousset (Aubais, 5 de septiembre de 1885-París, 12 de septiembre de 1952) fue un historiador francés, especialista en Asia y miembro de la Academia Francesa. 

## Biografía
René Grousset estudió en Montpellier. Participó en la Primera Guerra Mundial, y al finalizar esta se convirtió en profesor de historia y geografía en la Escuela de Lenguas Orientales. Fue profesor en el Instituto de Estudios Políticos de París, conservador del Museo del Louvre, conservador del Museo Guimet. Director del Museo Cernuschi desde 1933. Fue secretario de la Revista de Asia y miembro de los Museos Nacionales. 
Con Ernest Seilliére, Jean Tharaud, Octave Aubry y Robert D'Harcourt, fue una de las cinco personas elegidas el 14 de febrero de 1946 en la Academia de Francia en la primera tanda de las elecciones de ese año para cubrir las vacantes dejadas por muchos en el período de la ocupación nazi. Fue recibido en la Academia el 30 de enero de 1947 por Henry Bordeaux para cubrir la silla vacante dejada por el poeta André Bellessort. 
La Épopée des Croisades (La epopeya de las Cruzadas) y las Histoire des croisades et du royaume franc de Jérusalem (Historia de las Cruzadas y el reino franco de Jerusalén), constantemente reeditados desde su muerte, siguen estando entre los libros de referencia sobre las Cruzadas. 
El medievalista Pierre Aubé escribió acerca de Grousset que, cuando trataba de establecer los hechos históricos, su visión estaba muy mediatizada por la utopía colonialista de la época. René Grousset está enterrado en el cementerio de Montparnasse.

## Obras
- Histoire de l’Asie, 3 tomos, 1921-1922
- Histoire de la philosophie orientale. Inde, Chine, Japon. 1923.
- Le Réveil de l’Asie. L’impérialisme britannique et la révolte des peuples. Paris, Plon, 1924
- Histoire de l’Extrême-Orient, 1929.
- Sur les traces du Bouddha, 1929
- Les Civilisations de l’Orient, 1929-1930
- S. M. Nādir Shāh, 1930
- Philosophies indiennes, 1931
- Histoire des croisades et du royaume franc de Jérusalem, 3 tomos, 1934-1936
- L’Empire des steppes, Attila, Gengis-Khan, Tamerlan. 1938
- L’Épopée des Croisades, Paris, Plon, 1939.
- Histoire de la Chine, 1942
- Le Conquérant du monde, Vie de Gengis-Khan (El Conquistador del Mundo. Vida de Gengis Kan), 1944. Acantilado, 2015.
- Bilan de l’Histoire, 1946
- L’Empire du Levant, 1949
- La Chine et son art, 1951
- L’Empire mongol
- L'Homme et son histoire
- Histoire de l’Arménie des origines à 1071, 1973